# Полторацкий, Алексей Владимирович
Алексей Владимирович Полторацкий (1860—1917) — российский военный деятель и педагог, генерал-майор из рода Полторацких.

## Биография
Родился 30 декабря 1860 года в Санкт-Петербургской губернии. Братья генерал-майоры Константин и Александр.
В 1877 году после окончания Первой Санкт-Петербургской военной гимназии поступил в Петербургский горный институт. В 1882 году в качестве рядового на правах вольноопределяющегося вступил в ряды Русской императорской армии. В 1883 году после окончания экстерном Чугуевского пехотного юнкерского училища с отличием по I разряду, был произведен в прапорщики и выпущен в Вологодский 18-й пехотный полк в составе 5-й пехотной дивизии. В 1884 году был произведён в подпоручики.
В 1890 году произведён в поручики с назначением в Финляндский 2-й стрелковый полк. С 1894 года после окончания Николаевской академии Генерального штаба по II разряду был  переведён в Главное управление военно-учебных заведений и назначен офицером-воспитателем, с 1897 по 1904 год — помощник инспектора классов  Полоцкого кадетского корпуса. В 1896 году был произведён в штабс-капитаны, в 1898 году в капитаны, в 1901 году в подполковники. С 1904 года был участником Русско-японской войны в качестве командира батальона 14-го Восточно-Сибирского стрелкового полка в составе 4-й Восточно-Сибирской стрелковой дивизии. С 1905 по 1906 год служил в штабе
Манчжурской армии и старшим офицером 12-го Восточно-Сибирского стрелкового полка в составе 3-й Восточно-Сибирской стрелковой дивизии.
В 1906 году за отличие по службе произведён в полковники с назначением помощником инспектора классов Пажеского корпуса. С 1910 по 1914 год — правитель дел канцелярии генерал-инспектора военно-учебных заведений Великого Князя Константина Константиновича. В 1912 году за отличие по службе был произведён в генерал-майоры. С 1914 году был участником Первой мировой войны в качестве командира 3-й бригады Государственного ополчения в составе 6-й армии. С 1915 по 1917 год — правитель дел канцелярии Управления генерал-инспектора военно-учебных заведений.

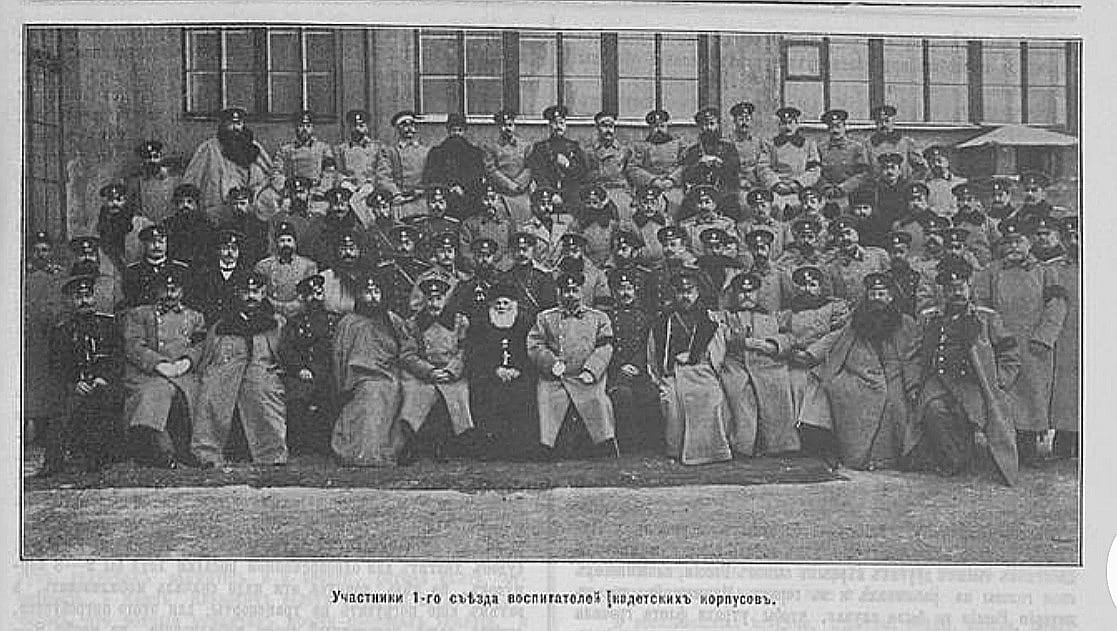
Первый ряд: А. И. Калишевский, Н. А. Хамин, Е. Е. Семашкевич, П. Н. Лазарев-Станищев, В. В. Римский-Корсаков, В. Э. Данкварт, В. А. Шильдер, Л. П. Войшин-Мурдас-Жилинский, Н. А. Радкевич, В. В. Григоров, Н. П. Попов, В. М. Кох. Второй ряд: Н. А. Зотов, М. Л. Салатко-Петрище, Н. Д. Казанцев, К. П. Сангайло, В. В. Цытович, М. А. Трубников, В. И. Греков, А. В. Полторацкий, Г. Ф. Гирс, А. Н. Зауервейд, Е. И. Глотов, А.Ф Вячеслов, И. И. Рыковский, Н. К. Михайловский, В. Д. Языков, А. Л. Вильке, Д. А. Агищев, Н. Н. Бахтин, А. Н. Антонов, Е. А. Заржецкий. Третий ряд: М. А. Угрюмов, Н. Г. Лукирский, В. В. Гаврилович, Ф. В. Гринев, Б. А. Вильбоа, В. П. Дзякович, И. А. Завадский, Г. Д. Дитерихс, М. И. Мягков, В. И. Попов-Азотов, Н. Л. Хитрин, В. О. Плошинский, А. С. Азарьев, Н. Д. Коптев, В. А. Муромцев, Ф. Н. Доннер, В. В. Смирнов, А. Д. Ромашкевич, Н. Н. Купчинский, М. А. Сафонов. Четвёртый ряд: К. К. Лютер, Н. С. Желязовский, В. С. Лавров, Б. А. Гартвиг, А. С. Манучаров, В. И. Бурков, Т. В. Львов, П. П. Шаховской, В. С. Яковлев, В. Д. Чемякин, П. П. Черепанов, И. Г. Денисов, В. В. Татаринов, Н. В. Петров. Санкт-Петербург. 1908 год

Скончался 29 марта 1917 года в Петрограде, похоронен на Волковском кладбище.

## Награды
- Орден Святого Станислава 3-й степени
- Орден Святой Анны 3-й степени
- Орден Святого Станислава 2-й степени с мечами (1905)
- Орден Святой Анны 2-й степени с мечами (1906)
- Орден Святого Владимира 4-й степени с мечами и бантом (1905)
- Орден Святого Владимира 3-й степени (1910)
- Орден Святого Станислава 1-й степени (1913)